# 小畑篤史
小畑 篤史（おばた あつし、1973年（昭和48年）12月15日 - ）は、2000年シドニーオリンピック男子軽量級かじ無フォア日本代表選手、現在はトヨタ紡織ボート部監督。

## 略歴
1973年（昭和48年）12月15日出生は京都府だが、幼少時より大津市にて育つ。1986年（昭和61年）4月大津市立瀬田中学に入学しボート部に入部し、中学2年生で全国中学選手権で優勝し3年次には2連覇を達成する。1989年（平成元年）4月瀬田工業高校に進学しボート部で活躍、同校を卒業後1992年（平成4年）4月三洋電機に入社し滋賀工場ボート部に属した。
1997年（平成9年）以降2001年（平成13年）まで5年連続世界選手権代表に選ばれる。また、2000年（平成12年）にはシドニーオリンピック代表選手に選出された。2005年（平成17年）日本で開催された世界選手権において再び代表に選出された。現在は（愛知県愛知郡東郷町）を拠点にするトヨタ紡織ボート部の監督権選手として活動している。
オリンピック成績
- シドニーオリンピック 男子軽量級かじなしフォア（田邉保典、佐藤寛弥、小畑篤史、村井啓介）14位（6分18秒56）敗者復活戦敗退[2]

世界選手権
- 2001年（ルツェルン、スイス）世界選手権大会 LM4（三本和明、小畑篤史、矢野彰男、長谷等）決勝3位[3]